# Diego Quintana (baloncestista)
Diego Claudio Quintana Santana conocido como Diego Quintana (Las Palmas de Gran Canaria, España, 25 de octubre de 1978) es un jugador español de baloncesto y actual preparador físico de la Selección Olímpica española de vela.

## Trayectoria
- 1998-2003 CB Gran Canaria (EBA)
- 2003-2006 CB Tenefé (EBA)
- 2007-2012 Club Deportivo Estela Santander (EBA)